# 亞馬遜龍屬
亞馬遜龍屬是蜥腳下目雷巴齊斯龍科恐龍的一屬，生活於早白堊世的南美洲。牠是一種大型的四足植食性恐龍，有著長頸及鞭子般的尾巴，身長約達12米。

## 命名
儘管巴西已發現許多恐龍化石，亞馬遜龍是首種在亞馬遜盆地發現的恐龍。其屬名是以巴西亞馬遜地區為名。亞馬遜龍目前只有一個種，學名是馬拉尼昂亞馬遜龍（A. maranhensis），種名是以巴西的馬臘尼昂州而來。在2003年，巴西古生物學家Ismar de Souza Carvalho及Leonardo dos Santos Avilla、與他們的阿根廷同僚利安納度·薩爾加多（Leonardo Salgado）將這些化石敘述、命名的。

## 化石
亞馬遜龍的化石，包括一些背椎及尾椎、肋骨及骨盆的碎片，是馬臘尼昂州的伊塔佩庫魯組（Itapecuru Formation）所發現的唯一恐龍化石。這個地層可以追溯至下白堊紀的阿普第階至阿爾布階，距今約1億2500萬到1億年前。亞馬遜龍是在三角洲的氾濫平原沉積層中被發現。

## 分類
亞馬遜龍的尾椎上的高神經棘，使得牠被分類在梁龍超科之下，但其化石過於破碎，不能進一步指出牠們在梁龍超科的分類位置。但是牠有一些脊椎的特徵，而被認為是基礎梁龍超科恐龍，生存年代較晚。2004年的分支系統學分析顯示，亞馬遜龍是比雷巴齊斯龍科更為衍化，但在梁龍超科內則較叉龍科及梁龍科原始。

## 生物地理學
目前已在南美洲的幾個地方、以及北非的白堊紀早期地層，發現基礎梁龍超科的化石，與泰坦巨龍類、鯊齒龍科、及棘龍科共同生存在同一環境。在晚白堊世之后，當泰坦巨龍類激增時，梁龍超科已經滅絕。而在晚白堊世的南方各大陸，肉食性獸腳亞目恐龍都已被阿貝力龍科所取代。